# House Flipper 2
House Flipper 2 — компьютерная игра, разработанная польскими студиями Frozen District и Empyrean. Была выпущена 14 декабря 2023 года для Windows и 21 марта 2024 года для игровых приставок PlayStation 5 и Xbox Series X/S. Игра представляет собой симулятор строительства, где игрок занимается уборкой в помещениях или занимается ремонтом домов, в том числе для их перепродажи. В игре также есть режим песочницы, где игрок может создавать полностью дома на пустых участках.
Игра является сиквелом House Flipper, вышедшей в 2018 году. Разработчики хотели во второй части исправить основные ошибки, допущенные при создании первой, и в том числе улучшить инструменты строительства. Инструменты для создания уровней было решено переработать в полноценный редактор строительства дома.
Игра получила преимущественно положительные отзывы со стороны игровых критиков, похваливших улучшенный интерфейс, управление, графику и инструменты строительства, они заметили, что House Flipper 2 во всех смыслах стала лучше приквела. Оценка управления версии игры на приставках была сдержанной.

## Игровой процесс
Игрок управляет флиппером. Это будет Ханна, если выбрать женщину или Дэвид — если выбрать мужчину. Карьерное восхождение начинается с заказов по уборке и ремонта помещений в прибрежном городке Пиннаков. По мере роста репутации и денежного состояния, Ханна или Дэвид могут позволить себе выкупать и перепродавать участки. Каждый заказ на уборку или перепланировку сопровождается перепиской с клиентом.
В игре доступно меню навыков, бонусные навыки можно приобрести за баллы, занимаясь уборкой или строительством. Бонусные навыки позволяют быстрее убираться или строить. Например, бонусы улучшают вместимость мусорных мешков для уборки или позволяют охватывать большую поверхность во время покраски. Регулярная уборка также открывает доступ к дополнительным инструментам для чистки, вроде чистящего спрея. В House Flipper 2 также есть мини-игра Assembly, позволяющая собирать мебель, устанавливать настенный декор или чинить сломанные часы.
Завершив работу, Ханна или Дэвид могут вернуться к себе домой и выполнять дополнительные задания на ноутбуке, прибираться и отдыхать. На заработанные деньги можно также строить собственный дом мечты. В этом случае открывается редактор строительства, похожий на таковой в играх серии The Sims, с возможностью ставить фундамент, стены, крыши и лестницы. Для строительства требуются материалы и инструменты, которые нужно покупать за заработанные деньги. Среди таких материалов, например, обои, краски, напольные покрытия, мебель и т. д. Выполненная работа игрока оценивается по трёхбалльной шкале.
В игре доступен режим песочницы, где игрок не ограничен деньгами и ресурсами и есть возможность строить дома на пустых участках с помощью специальных упрощённых инструментов строительства, позволяющих возводить и обставлять дома быстрее, чем в стандартном режиме. Есть инструмент ландшафтного дизайна, позволяющий создавать возвышенности или ямы. House Flipper 2 также поддерживает пользовательские модификации через mod.io, и игрок может загружать дома, созданные другими игроками. Игрок может в том числе построить рабочее место, предназначенное для ремонта или испачканное пространство для уборки.

## Разработка
Игра разрабатывалась на движке Unity польской студией Frozen District под руководительством Якуба Пакуры. Выпущенная в 2018 году игра House Flipper пользовалась большим успехом, к ней выпускались дополнения, но разработчики столкнулись с проблемами при внедрении новых функций в игру, на этом этапе возникла идея создать сиквел. Пакура заметил, что при разработке первой части команде не хватало опыта и они на этот раз они хотели создать более гибкую и простую в разработке игры игру. Также они учитывали множество пожеланий и замечаний от игрового сообщества.
Одним из главных нововведений стал режим песочницы, позволяющий без ограничений строить дома, учитывая основные пожелания игроков сохранять созданные ими проекты. Этот режим существует отдельно от основной игры, так как Якуб упоминал, что далеко не всем нравится строить дома с нуля и он предназначен для «хардкорных» игроков, которые в том числе могут создавать уровни для других игроков. Разработчикам было важно предоставить инструменты для творческого самовыражения и чтобы игроки могли делиться творениями, для чего в игру был встроен сайт mod.io, где игроки могут находить дома и моды, созданные людьми внутри игры. Изначально режим песочницы был создан, как инструмент для дизайна уровней и домов. Затем он был переработан несколько раз, чтобы быть не слишком сложным для игроков, но по-прежнему предоставлять все возможности. Закрытые тестирования проводились во время так называемых мероприятий Domkatons, когда все сотрудники компании тестировали режим строительства.
Разработчики переработали инструменты строительства и ремонта, чтобы они были проще и удобнее в использовании, в том числе ввели новые механики, вроде копирования предметов, стилей, возможности размещать мелкие предметы на более крупных, прятать их в полки, «склеивания» предметов и т. д. Команда изучала множество видео с установкой мебели, техники, стен, ремонта. Были убраны ограничения, например высоты пола или стен, для этого стены и полы были переработаны так, чтобы технически представлять собой объединённые воксели 20 см².. Отдельная проблема была связана с рутинизацией игры, чтобы игрок не сталкивался с необходимостью выполнять слишком много однотипной работы. Для решения этой проблемы в том числе вводились мини-игры.
Режим истории был добавлен, чтобы помочь игроку погрузиться в игровой процесс. Также сюжетная линия, состоящая из 24 уровней, выступает и обучающим руководством для новичка. Игрок начинает с простых заданий по уборке и постепенно переходит к ремонту и строительству. Пиннаков создавался по образу рыбацких деревень США, ставших местами притяжения для туристов. При отсутствии в игре моделей персонажей, диалоги были добавлены через телефонные чаты.
Работая над графикой, разработчики упоминали, что попытка ввести фотореалистичную графику в первую часть при отсутствии бюджета AAA стала в итоге ошибкой, особенно когда речь заходила о создании тысячи внутриигровых объектов и сохранении единого художественного стиля. Отсутствие единого стиля в итоге стало главным визуальным недостатком первой части. В House Flipper 2 было решено применить более стилизованный стиль, со слов разработчиков нечто среднее между первой частью и The Sims, чтобы сохранять реалистичность, но использовать более яркие тона.
Разработчики упоминали, что первая часть была популярна у игроков-женщин, поэтому во второй части была введена возможность играть за женского персонажа

## Музыка и звуковой дизайн
Так как игровой процесс в House Flipper 2 подразумевает выполнение множества однотипных действий, было важно продумать ненавязчивый звуковой дизайн, который не вызывал бы у игрока быстрое раздражение и желание выключить звук. При этом отказаться от звукового сопровождения при выполнении действия тоже нельзя было, так как это бы мешало погружению в игру.
Саундтрек к игре был написан Ричардом Уильямсом, Вейфаном Чангом и Лешеком Карчевским. Ричард Уильямс создавал музыку, призванную погрузить игрока в путешествие спокойных и волнующих эмоций. Лешек Карчевский написал музыку, отражающую безудержный оптимизм 90-х годов с элементами лёгкого джаза. Саундтрек был выпущен 14 декабря 2023 года, в том числе в виниловом издании.
| - 1. Welcome to Pinnacove (main Theme) — 03:10 - 2. Backyard Party — 03:30 - 3. Perfect Green Lawns — 03:00 - 4. Morning Coffee — 02:35 - 5. Building Sandcastles — 03:37 - 6. Seashell Sonata — 03:12 | - 7. Crayfish Song — 03:03 - 8. Deep Roots — 03:38 - 9. Clearing Symphony — 03:07 - 10. Grove at Dusk — 03:22 - 11. Back in Business (trailer Music) — 01:01 - 12. Roll up Your Sleeves (trailer Music) — 02:04 |

## Анонс и выход
Сиквел популярной игры House Flipper был анонсирован в декабре 2022 года. Игра демонстрировалась на мероприятии Steam Next Fest в июле 2023 года. Выпущенная демоверсия стала самой популярной в Steam. В сентябре 2023 года был выпущен трейлер игры. В ноябре появилась возможность предзаказать игру. Выход игры состоялся 14 декабря 2024 для персональных компьютерных игр Windows. Пиковая посещаемость игры на следующий день в Steam достигла 15 910 человек, что сделало её третьей самой посещаемой игрой от издателя PlayWay, уступив House Flipper и Car Mechanic Simulator 2021. На игровых приставках PlayStation 5 и Xbox Series игра должна была выйти 21 марта 2024 года, затем релиз был перенесён на 10 апреля. По состоянию на апрель 2024 года игра активно поддерживалась обновлениями.
После выхода игроки начали публиковать в интернете созданные дома. Через полтора месяца на сайте mod.io было опубликовано более 1000 домов, специальный канал для демонстрации лучших домов был создан в Discord. Игра наряду с The Sims 4 использовалась для создания уютных и замкнутых пространств во время тренда в социальных платформах.

## Критика
| Сводный рейтинг       | Сводный рейтинг | Сводный рейтинг | Сводный рейтинг |
| Издание               | Оценка          | Оценка          | Оценка          |
| Издание               | PC              | PS5             | Xbox            |
| --------------------- | --------------- | --------------- | --------------- |
| Metacritic            | 79%             | 75%             | 83%             |
| Иноязычные издания    |                 |                 |                 |
| Издание               | Оценка          | Оценка          | Оценка          |
| Издание               | PC              | PS5             | Xbox            |
| GamesRadar+           | [ 22 ]          | N/A             | N/A             |
| PC Gamer (US)         | 81/10           | N/A             | N/A             |
| Shacknews             | 8               | N/A             | N/A             |
| The Games Machine     | 8,5             | N/A             | N/A             |
| The Guardian          | [ 25 ]          | N/A             | N/A             |
| Русскоязычные издания |                 |                 |                 |
| Издание               | Оценка          | Оценка          | Оценка          |
| Издание               | PC              | PS5             | Xbox            |
| StopGame.ru           | Похвально       | N/A             | N/A             |

Игра получила преимущественно положительные оценки на Metacritic со средней оценкой 79 баллов из 100 возможных для ПК, 75 для PlayStation 5 и 83 балла для Xbox Series.
Уильям Сеннамо с сайта Screen Rant и Хоуп Беллингхэм с сайта GamesRadar+ заметили, что House Flipper 2 сумела взять лучшее от первой части и предложить куда больше. Сеннамо назвал игру блестяще простой, позволяя игрокам чистить, красить, украшать и перепродавать дома, позволяя проявлять креативность. Беллингхэм упоминал, что в игре есть много полезных новых функций, новых великолепных вариантов дизайна и забавных квестов. Том Сайкс с сайта PC Gamer назвал House Flipper 2, как и её предшественницу, — бальзамом для души после напряжённого дня и характерным образцом «уютной игры» (англ. cosy game). Беллингхэм заметил, что игра идеально подойдёт перфекционистам, любящим наблюдать за тем, как заваленные мусором пространства постепенно превращаются во что-то идеальное.
Критики похвалили игру за то, что она во всех отношениях превосходит свой приквел, главным образом благодаря улучшенной и более детализированной графике, встроенному сюжету и интерфейсу. Критик GamesRadar заметил, что, опробовав все преимущества второй части, у него просто отпало желание играть в оригинал. Аналогично, по мнению представителя Screen Rant, первая часть даже с многочисленными дополнениями проигрывает House Flipper 2.
Критику GamesRadar+ импонировала обратная связь с клиентами, чего также не было в первой игре. Представитель Screen Rant оценил наличие множества мини-игр, повышающих реиграбельность игры. Сайкс был восхищён режимом песочницы и гибкими инструментами строительства, критик Screen Rant заметил, что режим творчества идеально подходит для декораторов, любящих строить без стресса и ограничений. Критик GamesRadar+ наоборот был растерян режимом песочницы, заметив, что ему не хватало ориентира от игры и он не знал, с чего начинать.
Критики похвалили игру за её улучшенные в сравнении с предыдущей частью и простые в понимании интерфейс и управление. Беллингхэм упоминал, что гораздо более гибкие инструменты строительства позволяли ему обустраивать помещения по своему вкусу, чего так не хватало в первой части. Сайкс с сайта PC Games отдельно оценил функцию подсветки интерактивных объектов для поиска мусора, что значительно упрощает игру. Тем не менее House Flipper 2 по прежнему страдает от ряда недостатков, например, сложности расставить предметы на высоких полках или необходимости ломать случайно неправильно размещённые обои или плитку.
Оценка управления для консольных версий была более сдержанной. Игра очевидно создавалась изначально для управления клавиатурой и мышью, от чего управление с геймпадом сложнее, это особенно касается перемещения предметов. Так, Джо Ричардс, автор с сайта PlayStation Universe, рассказал, что из-за этого он на некоторое время перестал заниматься расстановкой предметов, ограничиваясь выполнением заданий.